# 喬凡尼·阿梅利諾-卡梅利亞
'喬凡尼·阿梅利諾-卡梅利亞（'Giovanni Amelino-Camelia，1965年12月14日—）是一位義大利物理學家，於羅馬大學（University of Rome La Sapienza）任教，主要研究領域為量子重力。他是非交換幾何的幾位主要提出者。弦論以外，非交換幾何是兩個有希望將廣義相對論量子化的候選理論。於2002年他也提出了雙重狹義相對論的第一篇論文。

## 外部連結
- （英文）阿梅利諾-卡梅利亞個人首頁，於義大利的INFN of Rome
- （英文）阿梅利諾-卡梅利亞所發表之文章，發表在arXiv.org
- （英文）"Are we at the dawn of quantum-gravity phenomenology?" （1999年，投影片）（页面存档备份，存于）
- （英文）Small interview at "Essential Science Indicators" （2003年，附照片）